# Rio de Sant'Alvise

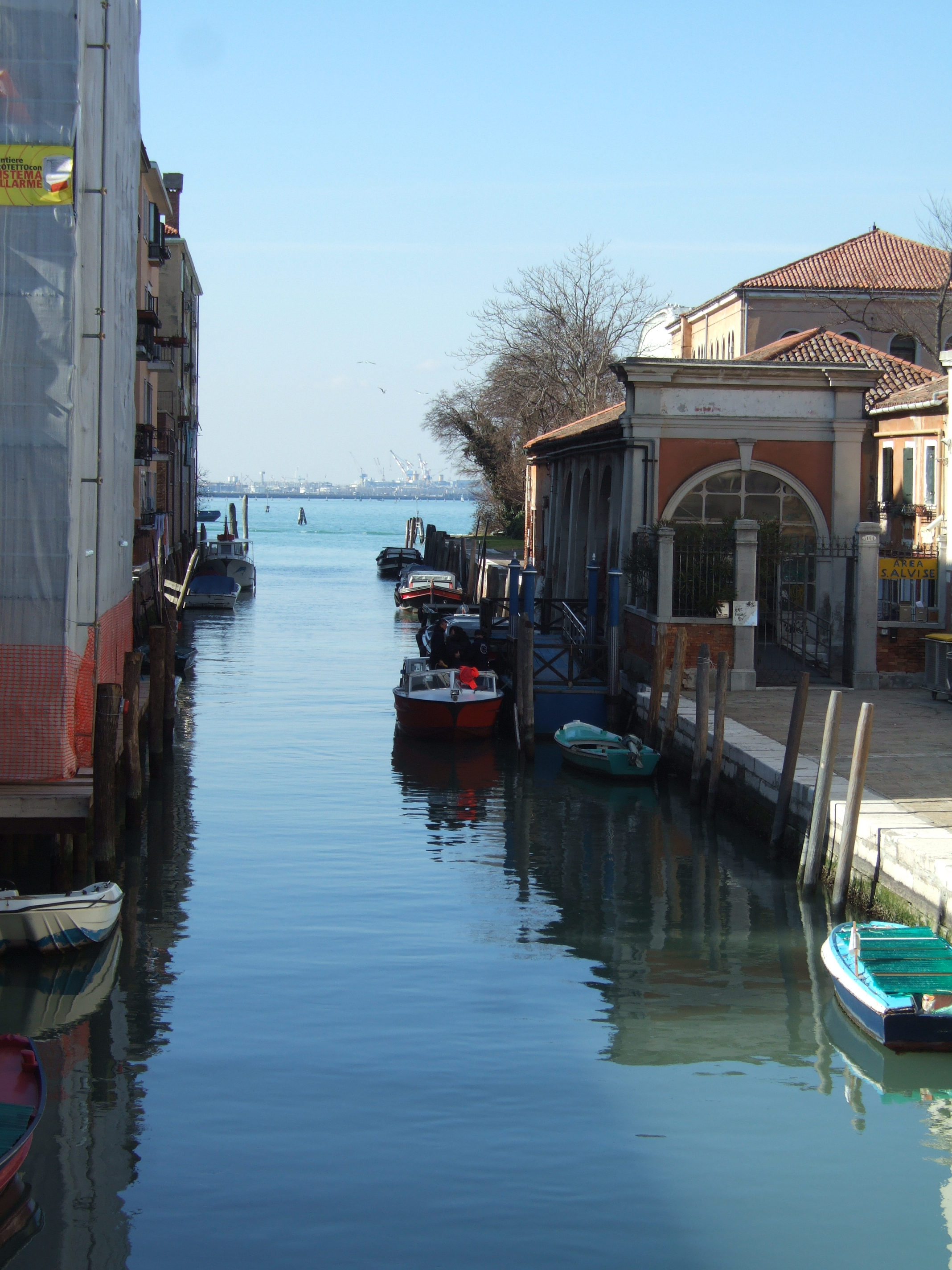
Rio di S. Alvise, vue vers l'ouest du Ponte Bonaventura et derrière, Porto Marghera

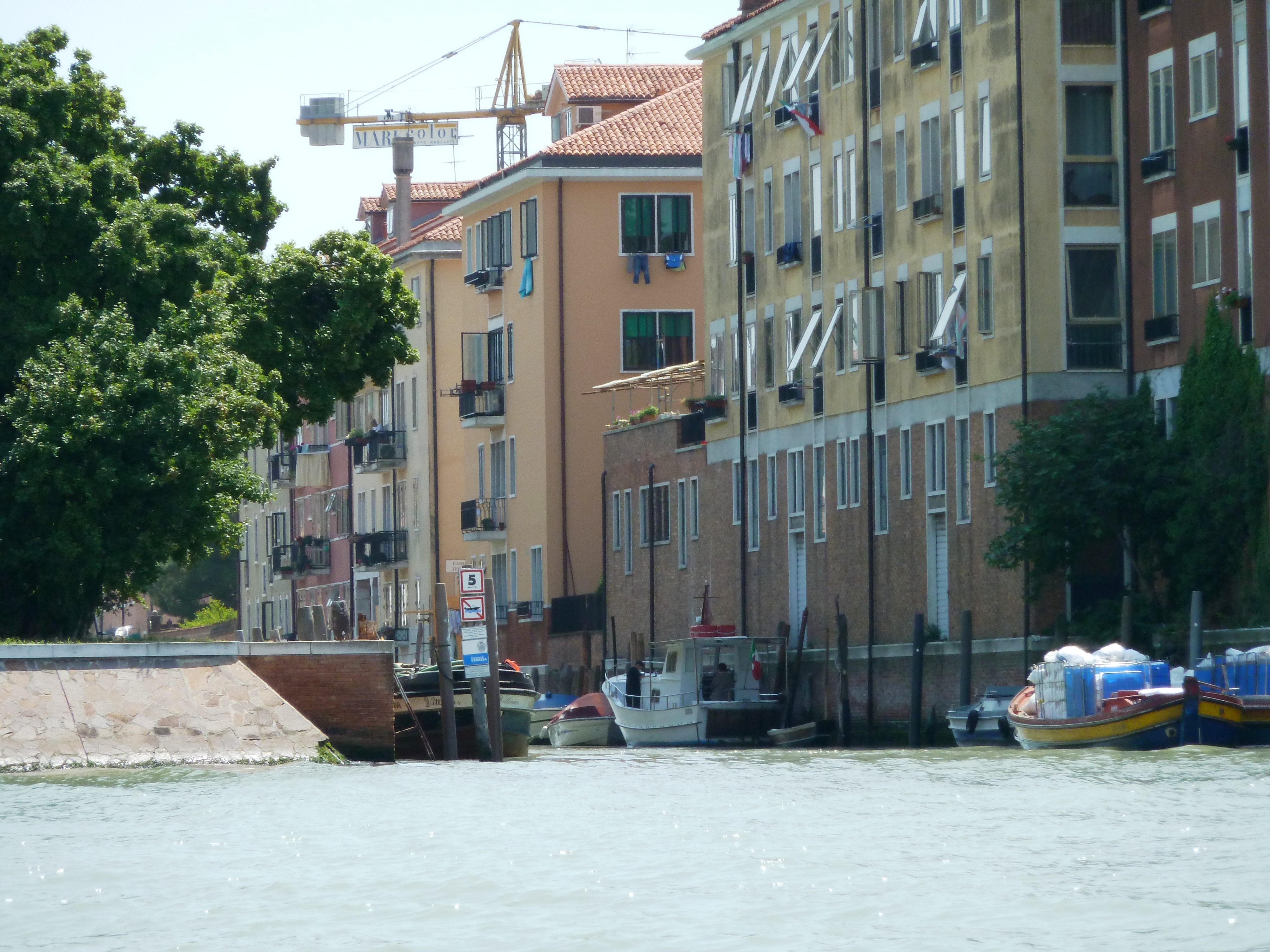
L'embouchure du rio dans la lagune

Les rio de Sant'Alvise (canal de Saint Louis de Toulouse) et rio dei Riformati (canal des réformés) forment un canal de Venise dans le sestiere de Cannaregio en Italie.

## Origine
Le canal fait référence à l'Église Sant'Alvise dédiée à Saint Louis de Toulouse.
Les frères riformati (réformés) furent des franciscains.
Ils occupèrent à l'origine l'île de San Francesco del Deserto, insalubre, qu'ils quittèrent d'abord pour l'abbaye San Cipriano à Murano, puis San Nicolò, qui passe ensuite aux Terese et en 1620, ils fondèrent ici le couvent de San Bonaventura. En 1810, ces bâtiments furent sécularisés. En 1859, ils furent rachetés par la comtesse Paolina Giustiniani Recanati, veuve Malipiero, qui y introduisit en 1875 quelques Carmélites Déchaussées.

## Description
Le rio de Sant'Alvise - Riformati est un des canaux transversaux du Cannaregio, long de 469 m.
Il traverse le Cannaregio d'est en ouest entre son croisement avec les Rio degli Zecchini et dei Trasti, où il prolonge le rio de la Madona de l'Orto et son embouchure commune avec le rio de la Sensa dans le Canale delle Sacche, soit la lagune.

## Situation
- Il longe :
  - le campo de l'église Sant'Alvise et son couvent ;
  - l'ancien hôpital psychiatrique Umberto Ier ;
  - le monastère carmelitain Scalze (des déchaussés).

## Ponts

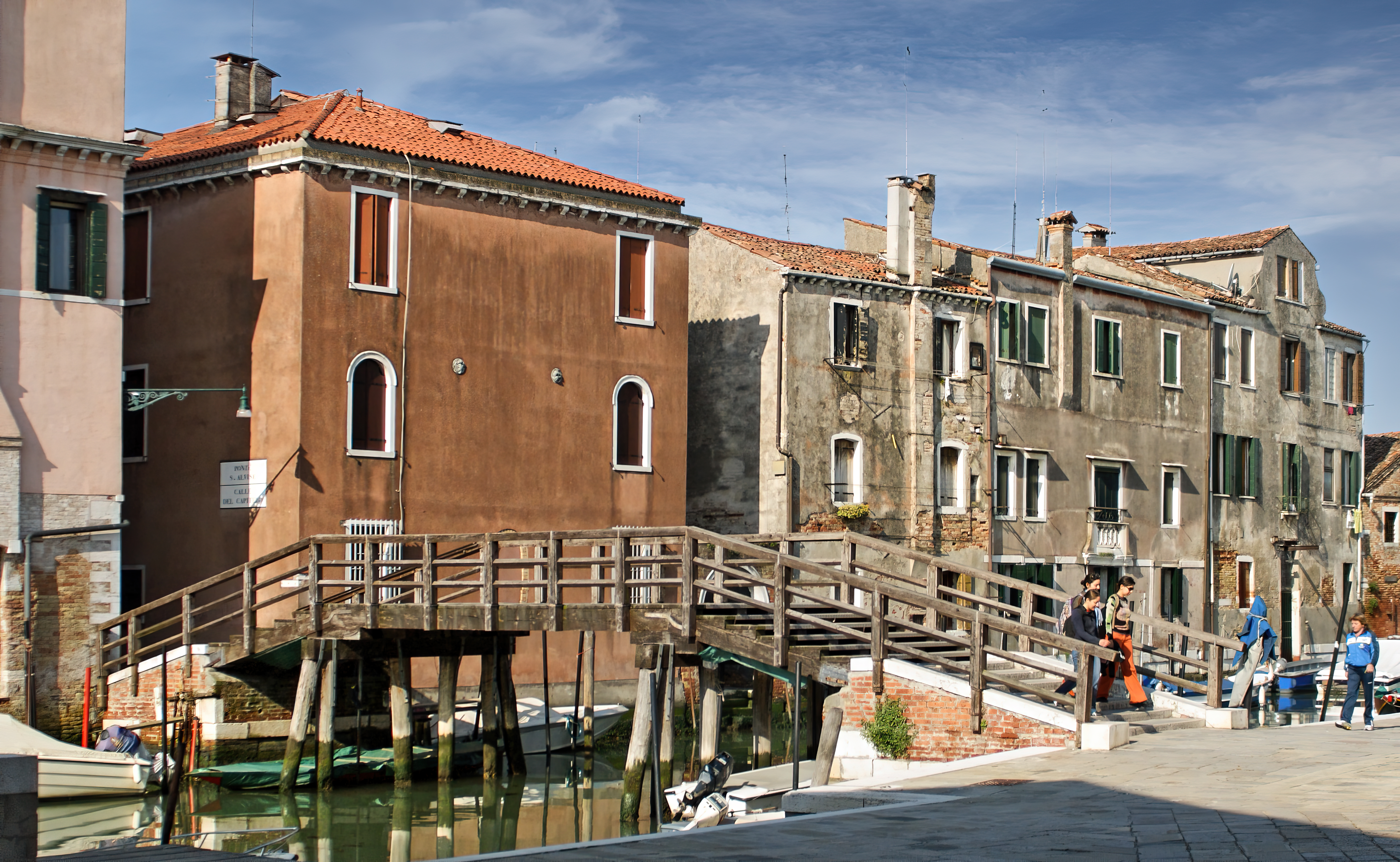
Le ponte Sant'Alvise

Ce rio est traversé par différents ponts, d'est en ouest :
- le ponte Sant'Alvise reliant le campo du même nom et la calle Capitello;
- le ponte San Bonaventura reliant calle et Fondamenta dei Riformati.